# Hrvatska agencija za medije i kulturu CroS
Hrvatska agencija za medije i kulturu CroS je hrvatska udruga iz Vojvodine. Osnovana je 2014. godine. Sjedište je u Preradovićevoj 13, Subotica. Udrugom predsjedava Siniša Jurić, a zamjenik predsjednika je Josip Stantić.